# Арно, Татьяна
Татья́на Арно́ (настоящее имя Татья́на Ви́кторовна Шешуко́ва; род. 7 ноября 1981, Москва) — российская телеведущая, журналистка. Ведущая программы «Розыгрыш» с Валдисом Пельшем на «Первом канале» (2003—2012). Ведущая телеканала «Дождь» (2010—2014, 2016—2017).

## Биография
Родилась 7 ноября 1981 года в Москве.
Мать наполовину эстонка по национальности и, придя на «Первый канал», Татьяна взяла её девичью фамилию Арно. Старшая сестра — Юлия (род. 1971).
Окончила факультет немецкого языка МГЛУ (Иняза имени Мориса Тореза), по специальности «лингвистика межкультурных коммуникаций».
С сентября 2001 по август 2003 года вела программу «Афиша» на телеканалах НТВ, РТР и СТС как Татьяна Шешукова.
Вместе с Валдисом Пельшем являлась ведущей программы «Розыгрыш» с 20 сентября 2003 по 29 апреля 2012 года («Первый канал»).
Одна из ведущих программы «Большой город» на канале СТС с 7 ноября по 26 декабря 2009 года. С 6 ноября 2010 года по 28 августа 2011 года вместе с Леонидом Парфёновым вела программу «Какие наши годы» («Первый канал»).
С 2010 года работала штатной ведущей телеканала «Дождь», вела информационную программу «Здесь и сейчас» и некоторые другие передачи. В декабре 2014 года объявила о своём уходе с канала, не связанном с финансовыми проблемами телекомпании.
С 6 марта по 28 августа 2016 года была ведущей реалити-шоу о стиле «Новая жизнь» на СТС. В декабре 2016 года возобновила работу на телеканале «Дождь» в прежнем качестве, проработала там вплоть до конца 2017 года.
С 11 сентября 2017 по ноябрь 2020 года — главный редактор интернет-издания «Сплетник.ру».
С мая 2021 по март 2022 года — креативный директор по производству оригинального контента в Condé Nast Россия.
В 2023 году выступила в качестве интервьюера в рамках трилогии документальных фильмов «30 лет добра» (об истории благотворительности в России), «Мама, короче говоря, пора жить как раньше» (о детях с особенностями развития) и «37 тысяч причин для счастья» (об усыновлении), произведённых компанией «Bokovfactory» при поддержке Института развития интернета и онлайн-кинотеатра Okko.

### Личная жизнь
В феврале 2011 года вышла замуж за петербургского музыканта группы «Самое Большое Простое Число» и журналиста Кирилла Иванова.

## Общественная деятельность
В октябре 2008 года подписала открытое письмо-обращение в защиту и поддержку освобождения юриста нефтяной компании ЮКОС Светланы Бахминой.
Является членом попечительского совета московского благотворительного фонда помощи хосписам «Вера».